# Manel Costa (ciclista)
Manel Costa o Manuel Costa (Vilafranca del Penedès?, 11 d'octubre de 1921) va ser un ciclista català que va córrer profesionalment entre 1942 i 1949. Va arribar a liderar la Volta a Espanya durant 22 jornades i va estar a punt de guanyar-la en dues edicions.
En el seu palmarès destaca una victòria d'etapa a la Volta a Catalunya de 1943 i una 2a posició final a la Volta a Espanya de 1947.

## Palmarès
- 1943
  - Vencedor d'una etapa de la Volta a Catalunya
  - Vencedor d'una etapa del Gran Premi de la Victòria
- 1948
  - Vencedor d'una etapa de la Volta a Tarragona

### Resultats a la Volta a Espanya
- 1945. 11è de la classificació general
- 1946. 4t de la classificació general
- 1947. 2n de la classificació general
- 1948. 6è de la classificació general